# Landschaftsschutzgebiet Hecken- und Grünlandkomplex Schmalental
Das Landschaftsschutzgebiet Hecken- und Grünlandkomplex Schmalental mit 15,4 ha Flächengröße liegt südlich von Alverdissen im Stadtgebiet von Barntrup. Es wurde 2006 mit dem Landschaftsplan Oberes Begatal durch den Kreistag des Kreises Lippe als Landschaftsschutzgebiet (LSG) ausgewiesen.

## Beschreibung
Das LSG grenzt an das Landschaftsschutzgebiet Lipper und Pyrmonter Bergland. Nördlich grenzt es an den Steinbruch Alverdissen, der im LSG Lipper und Pyrmonter Bergland liegt. Das LSG umfasst  ein flaches Muldental mit Weidegrünland, das durch zahlreiche Hecken, Baumgruppen und Obstbaumbestände reich strukturiert ist, und westlich angrenzende Waldbestände.
Zum Landschaftsschutzgebiet führt der Landschaftsplan aus: „Der Talraum mit seiner kleinräumig wechselnden Nutzungsstruktur ist ein wertvoller Landschaftsbestandteil im Gegensatz zu den großflächigen Ackerbereichen im Osten. Das Landschaftsschutzgebiet weist einen gut ausgebildeten Biotopkomplex mit einer hohen strukturellen Vielfalt, einer gut ausgebildeten Pflanzengesellschaft mit hoher Artenvielfalt und einem Lebensraumtyp nach Anhang  I-FFH auf. Die Heckenlandlandschaft und die Grünlandflächen sind wertvoll für Hecken-, Gebüsch- und Höhlenbrüter. Der Bereich stellt einen Kern-, Vernetzungs- und Refugialbiotop für Lebensgemeinschaften typischer Kulturbiotope dar. Das Gebiet hat eine regionale Bedeutung und liegt innerhalb der Biotopverbundfläche der LÖBF NRW VB-DT-3920-013 "Wald-Grünland-Komplexe um Sonneborn".“

## Schutzzwecke für das LSG
Laut Landschaftsplan erfolgte die Ausweisung des LSG
- „zur Erhaltung und Wiederherstellung der Leistungsfähigkeit des Naturhaushaltes in ökologisch besonders wertvoll strukturierten Bereichen mit Wasser-, Klima- und Biotopschutzfunktionen,“
- „zur Erhaltung und Wiederherstellung von Quellbereichen und naturnahen Fließgewässern, Wald- und Grünlandbereichen unterschiedlicher Feuchtestufen, Feldgehölzen, Hecken und Obstwiesen,“
- „zur Erhaltung morphologisch ausgeprägter Bereiche zur Sicherung der landschaftlichen Eigenart und Vielfalt für die Erholung, “
- „zur Erhaltung wertvoller Biotopkomplexe aus Wald-Grünlandbereichen, Fließgewässern und Quellen sowie Biotopen nach § 62 LG mit wichtigen Refugial-, Puffer-, Trittstein- und Vernetzungsfunktionen,“
- „zur Erhaltung und Wiederherstellung wichtiger Rückzugsräume für die bedrohte Tier- und Pflanzenwelt,“
- „zur Sicherung von kulturhistorisch bedeutsamen Landschaften, z. B. Terrassenkulturlandschaften,“
- „zur Sicherung der das Orts- und Landschaftsbild gliedernden und belebenden und die dörflichen Siedlungsstrukturen prägenden Freiraumelemente.“[1]

## Rechtliche Vorschriften
Im Landschaftsschutzgebiet ist unter anderem das Errichten von Bauten und Anlegen von Fischteichen verboten.